# A hetedik kereszt (film, 1944)
A hetedik kereszt (eredeti cím: The Seventh Cross) 1944-ben bemutatott amerikai filmdráma Fred Zinnemann rendezésében. A produkciót egy Oscar-díjra jelölték. A film alapjául a német írónő, Anna Seghers azonos című regénye szolgált.

## Cselekmény
Hét férfi szökik meg a koncentrációs táborból, ezért a nácik hét keresztet állítanak felakasztásukra. Az utánuk kirendelt egység azonban csak hatot talál meg, a hetediknek, George Heislernek (Spencer Tracy) sikerül elrejtőznie, míg menedékre találhat. Első útja hazafele vezet volt kedveséhez, Lenihez (Kaaren Verne), aki megígérte neki, hogy várni fog rá. A nő azonban már férjhez ment, és nem segít Heislernek. Heisler Madame Marellitől kap váltásruhát (Agnes Moorehead), és kezd kifutni az időből, ezért úgy dönt, régi barátjához, Paul Roederhez (Hume Cronyn) fordul segítségért. Roeder annak ellenére, hogy családja van, kockáztat, és elbújtatja magánál Heislert. Roeder kapcsolatba lép a német feketepiaccal, akik segítenek kimenekíteni Heislert az ország határain túlra. Heisler bizakodón száll csónakba, és indul útnak, amelynek célja valószínűleg Hollandia...

## Szereplők
| Szerep         | Színész         | Magyar hangja      | Magyar hangja      |
| Szerep         | Színész         | 1. magyar változat | 2. magyar változat |
| -------------- | --------------- | ------------------ | ------------------ |
| George Heisler | Spencer Tracy   | Bodor Tibor        | Bács Ferenc        |
| Toni           | Signe Hasso     | Békés Rita         | Farkas Zsuzsa      |
| Paul Roeder    | Hume Cronyn     | Kálmán György      | Bálint András      |
| Liesel Roeder  | Jessica Tandy   | Váradi Hédi        | Málnai Zsuzsa      |
| Madame Marelli | Agnes Moorehead | Kiss Manyi         | N/A                |
| Franz Marnet   | Herbert Rudley  | Surányi Imre       | Balázsovits Lajos  |
| Poldi Schlamm  | Felix Bressart  | Rajz János         | N/A                |
| Ernst Wallau   | Ray Collins     | Szabó Ernő         | Végvári Tamás      |
| Leo Hermann    | Kurt Katch      | N/A                | Szabó Ottó         |
| Overkamp       | John Wengraf    | N/A                | Velenczey István   |
| Dr. Löwenstein | Steven Geray    | Márkus László      | N/A                |
| Leni           | Kaaren Verne    | N/A                | N/A                |

További magyar hangok: 
- 1. magyar változat: Kemény László, Somogyvári Rudolf, Sugár László, Zách János
- 2. magyar változat: Surányi Imre, Szatmári István, Tyll Attila

## Jelölések
- Oscar-díj a legjobb férfi mellékszereplőnek (jelölés) – Hume Cronyn